# 金東勲
金 東勲（きん とうくん、キム・ドンフン、朝鮮語: 김동훈、1886年（高宗23年 / 明治19年）1月6日　- 没年不明）は、大正から昭和にかけての朝鮮総督府官僚。日本名は金原邦光。位階は正四位、勲位は勲三等。

## 経歴
1886年に江原道春川郡で生まれた。官立漢城日語学校を卒業。教師となり、私立日語夜学舎教師などを歴任し、1907年に大韓帝国学部大臣官房会計課に勤務する。1910年に韓国が併合されると、朝鮮総督府の官吏となり、道書記に任命された。1917年（大正6年）に郡守に昇進し、江原道洪川郡守に任命された。1921年（大正12年）には江原道財務部税務課長に任命され、1924年（大正13年）に忠清北道財務部理財課長に転じた。同年12月25日に咸鏡北道財務部長に昇進し、1927年（昭和2年）に全羅北道財務部長、1928年（昭和3年）に咸鏡北道内務部長、1930年（昭和5年）に京畿道参与官兼産業部長を歴任した。1935年（昭和10年）に忠清北道知事に任命され、1939年（昭和14年）に退官。
退官後には北鮮製紙化学工業株式会社監査役、興亜商会株式会社専務に就いた。